# إلياس أحمد
إلياس أحمد علي (مواليد 12 ديسمبر 1997) هو لاعب كرة قدم قطري يلعب كظهير أيسر .
لعب سابقاً في نادي الغرافة ونادي الوكرة.

## روابط خارجية
- إلياس أحمد على موقع قاعدة بيانات كرة القدم.إي يو (الإنجليزية)
- إلياس أحمد على موقع Soccerway.com (الإنجليزية)